# Žanalyk Nijazovič Abdrachmanov
Žanalyk Nijazovič Abdrachmanov (rusky Жаналык Ниязович Абдрахманов; 7. listopadu 1935, Kentogaj – 22. března 2004, Almaty) byl kazašský lékař.

## Život
Po dokončení střední školy nastoupil na pedagogickou i lékařskou školu, pedagogickou však opustil po prvním ročníku. V roce 1959 absolvoval Státní lékařskou školu v Almaty. V letech 1959–1964 působil jako lékař v nemocnici v Karmakšinském rajonu. V letech 1964-1975 působil jako vedoucí vědecký pracovník a poté jako vedoucí oddělení klinické radiologie na Kazašském výzkumném ústavu onkologie a radiologie. Od roku 1975 byl docentem a pak vedoucím katedry lékařské fakulty. Od roku 1990 byl ředitelem Kazašského výzkumného ústavu onkologie a radiologie.
Ve výzkumu se zaměřil na léčbu rakoviny laserovou metodou, na užívání léků proti negativním účinkům radiace a adaptaci organismu na radiaci.